# Рашків (Коломийський район)
Ра́шків — село в Україні, у Городенківській міській громаді Коломийського району Івано-Франківської області. Розташоване за 12 км від центру громади. Населення становить 1006 осіб. До 2020 року сільській раді було підпорядковане село Якубівка.
Відповідно до Розпорядження Кабінету Міністрів України від 12 червня 2020 року № 714-р «Про визначення адміністративних центрів та затвердження територій територіальних громад Івано-Франківської області» увійшло до складу Городенківської міської громади.

## Археологія
У селі знайдено кам'яні знаряддя праці доби бронзи.

## Історія
За переказами, село виникло в XV ст., називалося Антонівкою. В XVIII ст. новий власник села перейменував його на Рашків.
У 1921 році мешканці села бойкотували перепис населення.
У міжвоєнний період в ході «адміністративної реформи 1934 року» Рашків утратив право самоврядування і включений до об'єднаної сільської гміни Тишковце, утвореної замість шести самоврядних сільських громад (гмін).
На 1 січня 1939 року в селі мешкало 1140 осіб, з них 1100 українців-греко-католиків, 10 українців-римокатоликів і 30 євреїв.
На початку 1940 р. в селі утворено Рашківську сільраду і включено її до Обертинського району. Указом Президії Верховної Ради УРСР 23 жовтня 1940 р. Рашківська сільська рада передана до Городенківського району.
За радянських часів 42 особи здобули вищу освіту.

## Сучасність
В селі є дев'ятирічна школа, будинок культури, бібліотека.

## Населення

### Мова
Розподіл населення за рідною мовою за даними перепису 2001 року:
| Мова       | Кількість | Відсоток |
| ---------- | --------- | -------- |
| українська | 999       | 99.3%    |
| російська  | 7         | 0.7%     |
| Усього     | 1006      | 100%     |

## Відомі люди
- Іван Ілліч Данилюк (1931—1988), український математик. Перший директор Інституту прикладної математики і механіки НАН України
- Єлюк Ізидор — український громадський діяч.